# Gustaf Malmgren
Gustaf Reinhold Malmgren, född 29 juli 1888 i Askersund, död 11 mars 1970 i Oscars församling i Stockholm, var en svensk skådespelare.

## Biografi
Malmgren var son till provinsialläkaren Robert Vilhelm Malmgren och Hildur Göthilda Schröder. Han tog studentexamen vid Ystads läroverk 1906 och studerade därefter vid Lunds universitet. Han var skådespelare vid Intima Teatern i Stockholm 1920–1921 och vid Skådebanan från 1925. Han var sistnämnda förenings kamrer 1925–1931 och redaktionssekreterare för dess månadshäfte under samma tid. Åren 1925–1931 var han häftets redaktör och ansvarige utgivare. Från 1931 ägnade han sig åt skriftställarverksamhet.
Malmgren var från 1935 gift med skådespelaren Margareta Bergman och far till skådespelaren Marjo Bergman. Han är gravsatt i minneslunden på Skogskyrkogården i Stockholm.

## Filmografi (urval)
- 1953 – Barabbas
- 1954 – Seger i mörker
- 1954 – Dans på rosor

## Teater

### Roller
| År   | Roll              | Produktion                                                 | Regi            | Teater         |
| ---- | ----------------- | ---------------------------------------------------------- | --------------- | -------------- |
| 1920 | Förste främlingen | Öga för öga John Galsworthy                                | Einar Fröberg   | Intima teatern |
| 1920 | Emile             | Min far hade rätt Sacha Guitry                             | Einar Fröberg   | Intima teatern |
| 1920 | Gennady           | Professor Storitzyn Leonid Andrejev                        | Einar Fröberg   | Intima teatern |
| 1920 | Argentinaren      | Fästningen faller Sacha Guitry                             |                 | Intima teatern |
| 1920 | Fängelseprästen   | 2 X 2=5 Gustav Wied                                        |                 | Intima teatern |
| 1921 | En betjänt        | Dygdens stig Robert de Flers och Gaston Arman de Caillavet | Einar Fröberg   | Intima teatern |
| 1932 | Smith             | Boxare James Gleason och Richard Taber                     | Oscar Lund      | Folkteatern    |
| 1932 | Andre revisorn    | Pengar på banken Beda och Klemens                          | Erik Berglund   | Folkteatern    |
| 1960 |                   | Mannen och hans överman George Bernard Shaw                | Gustaf Molander | Riksteatern    |
| 1963 |                   | Min kära är en ros Bo Sköld                                | Sten Hedlund    | Riksteatern    |